# Dolina Studeného potoka
Dolina Studeného potoka je typickou ledovcovou dolinou. Pod soutokem Velkého a Malého Studeného potoka proud vody od výšky 1282 m nad mořem prořezává význačně zakulacený skalní skok se zbytky neodplavených velkých balvanů, přičemž se proud vody valí četnými peřejemi a třemi kaskádami vysokými spolu 42 metrů. Ze zmíněných skalních stupňů se vyjímají mohutností, které potok překonává vodopády zejména Velký Studenovodský vodopád a Dlouhý Studenovodský vodopád. Pozoruhodným jevem na dně skalního koryta jsou četné obří hrnce o průměru jeden a půl až tři metry a s hloubkou až 3 metry.